# John Boye
John Boye (* 23. April 1987 in Accra) ist ein ghanaischer ehemaliger Fußballspieler, der in der Abwehr eingesetzt wurde.

## Karriere

### Verein
In seiner Jugend spielte John Boye bei verschiedenen Vereinen, unter anderem bei Schwepps, in der Pro Consult Sports Academy, beim Miracle FC, bis er 2005 schließlich bei Heart of Lions landete. 2007 kam er in die Profiabteilung des Vereines. Im Juli 2008 absolvierte er ein zweiwöchiges Probetraining beim französischen Verein Stade Rennes. Im September wurde er mit einer Kaufoption an die B-Mannschaft von Rennes verliehen. Nach 24 Spielen und drei Tore für das B-Team kehrte er im Juni 2009 zunächst zu den „Lions“ zurück. Allerdings war Rennes an einer Weiterverpflichtung interessiert und kam zwei Wochen später mit einem Vertragsangebot zu ihm, doch Boye sagte ab, er hätte schon einen Vertrag beim israelischen Klub Hapoel Petach Tikwa unterschrieben. Doch der Wechsel nach Israel kam nicht zustande und so unterschrieb er am 10. Juli 2009 einen Vertrag bei Stade Rennes. Boye spielte in der ersten Saison ausschließlich in der zweiten Mannschaft, wurde aber in der Saison 2010/11 ab Februar 2011 auch in der Profimannschaft eingesetzt und absolvierte am 13. Februar in der Startaufstellung sein Ligue 1-Debüt gegen den OGC Nizza. Zur Saison 2014/15 wechselte Boye zum türkischen Erstligisten Kayseri Erciyesspor. Nach dem Abstieg Erciyesspors zum Sommer 2015 wechselte Boye zum Ligarivalen Sivasspor. Dort blieb er bis 2018 und ging dann zum FC Metz nach Frankreich. In Metz verbrachte der Ghanaer drei Jahre, bevor er sich im August 2021 ablösefrei dem al-Fayha FC anschloss. Dort blieb er nur fünf Monate, seitdem ist er vereinslos.

### Nationalmannschaft
Am 17. Juni 2008 wurde er im Rahmen der Qualifikation für die Fußball-Weltmeisterschaft 2010 für das Spiel am 22. Juni gegen Gabun nominiert und absolvierte in diesem Spiel sein erstes A-Länderspiel, als er in der 60. Minute für Issah Ahmed eingewechselt wurde. Er gehörte zum 23-köpfigen Aufgebot Ghanas für die Fußball-Afrikameisterschaft 2012 und bestritt das Gruppenspiel gegen Botswana am 24. Januar 2012. Bisher bestritt Boye 70 Länderspiele für sein Heimatland und erzielte dabei 5 Treffer.